# Гуманитарная катастрофа
Гуманита́рная катастро́фа — состояние общества, характеризующееся угрозой его уничтожения в результате миграций, голода, эпидемий и насилия в отношении мирного населения либо сдавшихся в плен солдат и офицеров. 
Уничтожение солдат и офицеров, продолжающих воевать, рассматривается не как гуманитарная катастрофа, а как сражение.
Для предотвращения гуманитарной катастрофы в зону бедствия направляют гуманитарную помощь. Гуманитарная катастрофа может вспыхнуть в местности, являющейся ареной боевых действий — в таком случае мирным жителям, желающим покинуть эту территорию, предоставляется «гуманитарный коридор». Для предотвращения гуманитарной катастрофы или геноцида местного населения может быть применена военная сила против иностранного государства или каких-либо сил на его территории — гуманитарная интервенция или гуманитарная война.

## Государства, регионы и страны, где зафиксированы гуманитарные катастрофы
Представлены государства, регионы и страны, в которых зафиксированы, по мнению некоторых, гуманитарные катастрофы:
- Косово
- США (см. Расовые войны)
- Россия (см. Пьянство в России)
- Судан (регион Дарфур)
- Южный Судан
- Ирак
- Куба
- Либерия
- Зимбабве
- Республика Гаити
- Киргизия
- КНДР
- Украина[1] (см. Вторжение России на Украину (2022))
- Сирия
- Йемен
- Венесуэла

## Исторические гуманитарные катастрофы
Здесь не приводятся сведения о гуманитарных катастрофах, предшествовавших 1815 году — году создания первой международной миротворческой организации (Священного союза), положившей начало устойчивому мирному времени в Европе.
- Расовая сегрегация в США
- Геноцид коренных американцев (США) — Демографическая катастрофа индейцев Америки
- Голод в Ирландии (1845—1849)
- Массовые убийства армян в 1894—1896 годах (Османская империя)
- Черкесское мухаджирство (Российская империя)
- Еврейские погромы в Европе (Австрийская империя, Венгрия, Германия, Греция, Дания, Польша, Румыния, Чехия)
- Погромы евреев в мусульманских странах
- Погромы евреев (Российская империя)
- Геноцид армян (1915—1923) (Османская империя)
- Геноцид ассирийцев (Османская империя)
- Геноцид понтийских греков (Османская империя)
- Белый террор (Венгрия, Советский Союз, Финляндия)
- Красный террор (Советский Союз)
- Депортации народов в СССР
- Голод в СССР
- Стратегические бомбардировки во время Второй мировой войны (Великобритания, нацистская Германия, США)
- Холокост (нацистская Германия)
- Нацистская политика по отношению к славянам (нацистская Германия)
- Окончательное решение чешского вопроса (нацистская Германия)
- Генеральный план Ост (нацистская Германия)
- Политика Третьего рейха в отношении гражданского населения на оккупированных территориях СССР (нацистская Германия)
- Волынская резня и изгнание поляков из Волыни (ОУН-УПА)
- Блокада Ленинграда (нацистская Германия, Финляндия)
- Геноцид сербов (профашистский режим Хорватии)
- Нанкинская резня (Японская империя)
- Манильская резня (Японская империя)
- Атомные бомбардировки Хиросимы и Нагасаки (США)
- Депортация немцев после Второй мировой войны (Венгрия, Польша, Советский Союз, Чехия, Югославия)
- Депортация итальянцев после Второй мировой войны (Югославия)
- Культурная революция в Китае (1966—1976)
- Великий китайский голод
- Геноцид в Камбодже
- Геноцид в Руанде (1994).
- Преследование рохинджа (2017)
- Дарфурский конфликт